# Tour du Finistère 2024
Il Tour du Finistère 2024, trentottesima edizione della corsa, valida come evento dell'UCI Europe Tour 2024 categoria 1.1 e come undicesima prova della Coppa di Francia 2024, si svolse l'11 maggio 2024 su un percorso di 199,9 km, con partenza e arrivo da Quimper, in Francia. La vittoria fu appannaggio del francese Benoît Cosnefroy, il quale completò il percorso in 4h55'42", alla media di 40,561 km/h, precedendo il neozelandese Corbin Strong e il connazionale Rudy Molard.
Sul traguardo di Quimper 79 ciclisti, dei 106 partiti dalla medesima località, portarono a termine la competizione.

## Squadre e corridori partecipanti
| N.    | Cod. | Squadra                    |
| ----- | ---- | -------------------------- |
| 1-7   | GFC  | Groupama-FDJ               |
| 11-16 | TEN  | TotalEnergies              |
| 21-27 | COF  | Cofidis                    |
| 31-37 | DAT  | Decathlon AG2R La Mondiale |
| 41-47 | ARK  | Arkéa-B&B Hotels           |
| 51-57 | BWB  | Bingoal WB                 |
| 61-67 | CJR  | Caja Rural-Seguros RGA     |
| 71-77 | EKP  | Equipo Kern Pharma         |

| N.      | Cod. | Squadra                    |
| ------- | ---- | -------------------------- |
| 81-87   | EUS  | Euskaltel-Euskadi          |
| 91-97   | IPT  | Israel-Premier Tech        |
| 101-106 | LTD  | Lotto Dstny                |
| 111-117 | UXM  | Uno-X Mobility             |
| 121-127 | UCN  | CIC U Nantes Atlantique    |
| 131-137 | NMC  | Nice Métropole Côte d'Azur |
| 141-147 | AUB  | St Michel-Mavic-Auber93    |
| 151-157 | VRR  | Van Rysel-Roubaix          |

## Ordine d'arrivo (Top 10)
| Pos. | Corridore         | Squadra    | Tempo    |
| ---- | ----------------- | ---------- | -------- |
| 1    | Benoît Cosnefroy  | Decathlon  | 4h55'42" |
| 2    | Corbin Strong     | Israel     | s.t.     |
| 3    | Rudy Molard       | Groupama   | s.t.     |
| 4    | Axel Zingle       | Cofidis    | s.t.     |
| 5    | Vincenzo Albanese | Arkéa      | s.t.     |
| 6    | Eduard Prades     | Caja Rural | s.t.     |
| 7    | Clément Venturini | Arkéa      | s.t.     |
| 8    | Nolann Mahoudo    | Cofidis    | s.t.     |
| 9    | Markus Hoelgaard  | Uno-X      | s.t.     |
| 10   | Joel Nicolau      | Caja Rural | s.t.     |